# Poker en 1979
Cet article résume les événements liés au monde du poker en 1979.

## Tournois majeurs

### World Series of Poker 1979
Hal Fowler remporte le Main Event.

### Super Bowl of Poker 1979
Il s'agit de la première édition du Super Bowl of Poker, lancé par Amarillo Slim et conçu sur le modèle des World Series of Poker. George Huber remporte le Main Event.

## Poker Hall of Fame
Le Poker Hall of Fame est créé par Benny Binion. Johnny Moss, "Nick the Greek" Dandolos, Felton "Corky" McCorquodale, Red Winn, Sid Wyman, "Wild Bill" Hickok et Edmond Hoyle sont intronisés.